# Abgekürztes Verfahren (Österreich)

Organstrafverfügung

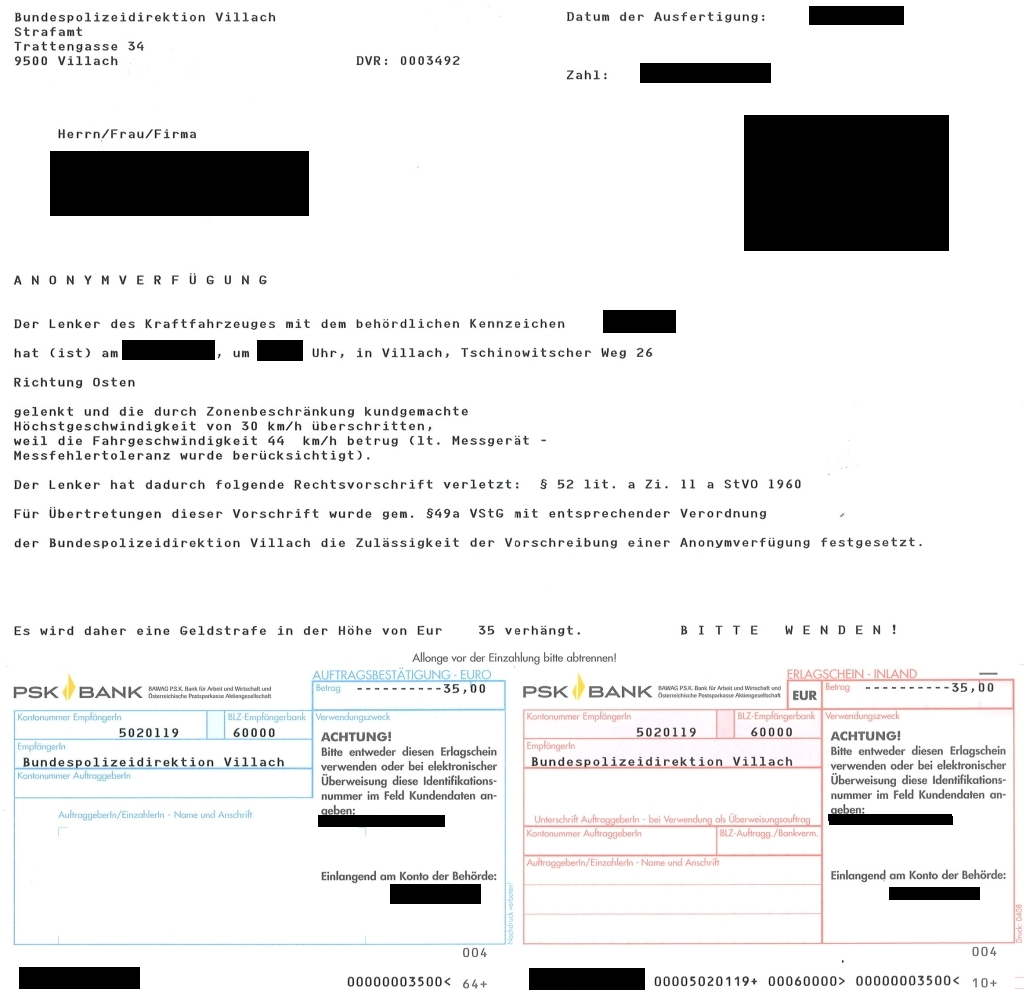
Anonymverfügung (entpersonalisiert)

Abgekürztes Verfahren (umgangssprachlich Strafmandat oder Strafzettel) heißen in Österreich einige vereinfachte Strafverfahren für minderschwere Vergehen.
Es handelt sich um schriftliche Verfügungen ohne Ermittlungsverfahren und Hauptverhandlung.
Sie beruhen auf einem Fehlen eines Sachverhalts, den es „zu verhandeln“ gäbe, nämlich augenscheinlich eindeutiger Beweislage (in-flagranti-Fälle) und fixen, nicht personalisierbaren Geldstrafen (Katalogstrafen), also Strafen ohne Strafrahmen, Milderungs- oder Erschwerungsgrund und anderen zu berücksichtigenden Faktoren. Angewandt werden sie nur in Fällen, wo keine direkte gröbere Schadwirkung eintritt.
Im Verwaltungsstrafrecht:
- Strafverfügung bei Verwaltungsverstößen (bis 600 €) durch Behörden (§§ 47–49 VStG 1991)
- Anonymverfügung bei Verstößen (bis zu 365 €) in der Straßenverkehrsordnung (§ 49a VStG 1991)
- Organstrafverfügung für Verwaltungsübertretungen (in der Regel bis 90 €) durch Polizisten und andere Aufsichtsorgane (§ 50 VStG 1991)

Erstere kommen allgemein zur Anwendung und wird von Amtsbehörden ausgestellt, in der Regel der Verwaltungsstrafbehörde erster Instanz (Bezirksverwaltungsbehörde oder Landespolizeidirektion). Letztere beide werden hauptsächlich im Straßenverkehr verwendet. Dabei wird die Anonymverfügung in Bezug auf ein Fahrzeug ausgestellt, also gegen einen unbekannten (anonymen) Täter an den Fahrzeughalter, etwa in der Radarüberwachung und Section Control (bildgebende Verfahren), die Letzte wird speziell persönlich von Aufsichtsorganen der Polizei, aber auch Straßenaufsichtsorgane etwa in der Parkraumüberwachung, den städtischen Ordnungsämtern und ähnlichem ausgestellt. Ob dieses vereinfachte Verfahren angewandt wird, liegt im Ermessen der Behörde, es gibt keinen Rechtsanspruch auf Entfall der mündlichen Verhandlung.
Die ersteren beiden werden postalisch per RSb (Rückscheinbrief) zugestellt, letztere in Form einer Quittung, dem eigentlichen Strafzettel.
Sie können zwanglos per Zahlschein respektive direkt bar oder bargeldlos beglichen werden. Nur bei Überschreitung der Einzahlungsfrist oder Einspruch kommt es zu einem regulären Verwaltungsstrafverfahren mit Verhandlung – Einspruch ist nur bei der Strafverfügung möglich, gegen die anderen beiden Formen gibt es kein Rechtsmittel.
Durch den Rahmenbeschluss 2005/214/JI bezüglich der gegenseitigen Anerkennung von Geldstrafen und Geldbußen können Strafverfügungen prinzipiell EU-weit vollstreckt werden.
Daneben gibt es die analoge Form im Strafvollzug, für Häftlinge in den Justizanstalten sowie Straftätern, die eine Haftersatzstrafe verbüßen:
- Abgekürztes Verfahren bei Ordnungswidrigkeiten für Ordnungsstrafen eines Verweises oder einer Geldbuße bis zu 70 € (§§ § 108 und § 116a StVG)